# مقاطعة سالين (نبراسكا)
مقاطعة سالين (بالإنجليزية: Saline County)‏ هي إحدى مقاطعات ولاية نبراسكا في الولايات المتحدة الأمريكية.